# Tetranodus angulicollis
Tetranodus angulicollis är en skalbaggsart som beskrevs av Chemsak 1969. Tetranodus angulicollis ingår i släktet Tetranodus och familjen långhorningar.
Artens utbredningsområde är:
- Costa Rica.
- Honduras.

Inga underarter finns listade i Catalogue of Life.